# 最高の愛〜恋はドゥグンドゥグン〜
『最高の愛〜恋はドゥグンドゥグン〜』（さいこうのあい こいはドゥグンドゥグン 原題：「最高の愛」）は、韓国・MBCにて2011年5月4日から6月23日まで放送されたテレビドラマ。全16話。

## ストーリー
人気アイドルグループ国宝少女の「恋はドキドキ」が流れる中、トッコ・ジンは人工心臓の埋め込み手術を受ける。その後、国宝少女は活動期間わずか1年半で解散する。
デビューから10年後、国宝少女のリーダー ク・エジョンは、あらぬ噂を数多く流され、好感度ゼロにまで落ちぶれていた。一方、トッコは、うぬぼれが強く高慢な裏の顔を持ちながら、好感度No.1と評される俳優になっていた。

トッコは、エジョンに弱点を握られ、口止め料がわりの好条件で自分の事務所に受け入れる。出会って以来、足を引っ張られながらも、エジョンの世話を焼く。いまいましいエジョンの携帯電話から流れる「恋はドキドキ」を聞き、心臓に痛みを覚え、主治医に人工心臓の故障を訴える。恋の症状だと指摘され、37歳にして初めての恋に気付く。エジョンは、芸能人としての存続をかけた恋に尻込みしながらも、トッコの求愛に心が揺れる。誤解やすれ違いを繰り返す中、恋の動悸がトッコに人工心臓の異常を知らせる。手術が急がれるなか、トッコはハリウッドでのヒーロー役に命を捧げようとする。しかし、念願していた夢を捨て、命と引き換えにエジョンの人気を引き上げようとする。エジョンとの交際がはじまり、成功率10%の手術に未来を託すようになるが、死後の準備をする。手術後、トッコは婚姻届を提出する。仕事を失いながらも自信を失う事なく幸せに過ごすなか、エジョンに対する心ない言葉を告訴する。世間の注目が集まるさなか、手術の前にトッコが準備した愛に満ちた動画を、事務所が公開する。程なく、エジョンの好感度が上がり、トッコは理想の夫No.1と親バカNo1の座を得る。

## 登場人物
トッコ・ジン - チャ・スンウォン自分以外を愛した事のない自信家。その反面、世間からの些細な中傷にも心を痛める繊細な一面も持つ。時にはホラー映画のように、時にはヒーローさながらにエジョンに言い寄る。
ク・エジョン - コン・ヒョジン国宝少女を解散に追い込んだと噂され、芸能界の頂点から底辺に落ちた。家族を養うために、芸能界にしがみつく。
ユン・ピルジュ - ユン・ゲサン人気韓方医院の院長にして、両家の子息。容姿、性格共に申し分ない完璧男。トッコのライバル。
カン・セリ - ユ・インナ国宝少女のメンバー。トッコの元交際相手だが、互いのイメージアップのために表面的な交際継続の契約を結んでいる。
ク・ヒョンギュ - ヤン・ハニョルエジョンの甥。トッコの強い味方。
ジェニー - イ・ヒジン国宝少女のメンバー。エジョンの親友。
ムン社長 - チェ・ファジョントッコの事務所のやり手社長。虚像トッコの生みの親。
チャン室長 - チョン・マンシク国宝少女のマネージャー。国宝少女の解散を決めたエジョンに恨みを持つ。
ハン・ミナ - ペ・スルギ消息不明の、国宝少女のメンバー。
キム・ジェソク - イム・ジギュトッコのマネージャー。
ク・エファン - チョン・ジュナエジョンの兄。エジョンのマネージャー。

## エピソード
- イ・スンギが本人役で第9話に登場[1]。
- キム・ナムギルが主演トッコ・ジンのライバル役として、最終話にカメオ出演している[2]。

## 受賞
- 2011年 MBCドラマ大賞 大賞
- 2011年 MBCドラマ大賞 男優最優秀賞 (ミニシリーズ部門) チャ・スンウォン
- 2011年 MBCドラマ大賞 女優最優秀賞 (ミニシリーズ部門) コン・ヒョジン
- 2011年 MBCドラマ大賞 ベストカップル賞 チャ・スンウォン、コン・ヒョジン
- 2011年 MBCドラマ大賞 作家賞 ホン・ジョンウン、ホン・ミラン[3]

## DVD・書籍
- DVD-SET1 (2012年4月6日)
- DVD-SET2 (2012年5月9日)
- オリジナルサウンドトラックCD (2012年4月6日)
- フィルムコミック 全3巻 (2012年)